# Derborence (roman)
Pour les articles homonymes, voir Derborence.
Derborence est un roman de Charles Ferdinand Ramuz publié en 1934. Inspiré de l'éboulement survenu aux Diablerets en 1714, le roman se déroule au sein d'une communauté de paysans montagnards, confrontée à la mort et à la survie face à l'événement naturel dramatique. Le roman est considéré comme l'un des chefs-d’œuvre de Ramuz.
Le roman raconte l'histoire d'un berger enseveli lors d'un effondrement d'une falaise sur le versant valaisan du massif des Diablerets, près de Derborence. Épargné par la catastrophe naturelle, le berger revient au village, où il retrouve sa compagne qui pleurait sa perte. Apprenant que son oncle a été déclaré mort, le jeune homme décide de remonter lui porter secours. Sa femme parvient finalement à le raisonner et à le ramener au sein de la communauté villageoise.

## Contexte entourant l’œuvre

### Contexte littéraire
L'écrivain vaudois Charles Ferdinand Ramuz a publié le roman Derborence en 1934. À cette époque, l'auteur a atteint sa maturité stylistique depuis plusieurs années. Fortement inspiré par la nature et le monde paysan (notamment montagnard), le roman fait partie d'une série d'œuvres abordant des thèmes et des environnements proches, comme La Grande Peur dans la montagne (1926) ou Si le soleil ne revenait pas (1937).
L'histoire s'inspire d'une catastrophe naturelle survenue à Derborence dans le Valais, où un éboulement provoque des morts et d'importants dégâts pour les paysans locaux en 1714. Le roman est ainsi basé sur le récit que le pasteur vaudois Philippe Bridel a fait de l'événement en 1786.

### Contexte historique
Le 23 septembre 1714, cet éboulement, gigantesque, a recouvert des alpages et des mayens de la vallée de la Lizerne, causant des dégâts considérables : 15 morts, plus de 170 têtes de bétail et un grand nombre de chalets.

### Résumé
Antoine Pont et son oncle par alliance Séraphin se trouvent à la montagne. Antoine commence cependant à s’ennuyer rapidement, car sa femme Thérèse – avec laquelle il n’est marié que depuis deux mois – lui manque beaucoup. Un soir, un énorme éboulement survient et, dans cet amas de rochers, il semble très probable qu'Antoine et Séraphin aient trouvé la mort.
Lorsque les gens du village apprennent la nouvelle, tous sont attérrés et sidérés par la mort non seulement d’Antoine et  de Séraphin, mais également de tous les hommes et de toutes les bêtes qui étaient montés à l’alpage. En plus de cela, Thérèse, la femme d’Antoine, découvre qu’elle est enceinte. Elle déprime à la seule idée que son fils naîtra orphelin.
Sept semaines et un jour après l’éboulement, nous apprenons qu’Antoine n’est pas mort. Lorsqu’il essaie de retourner vers son village, tous le prennent pour un revenant. Il finit pourtant par convaincre Thérèse qu’il est bel et bien vivant. Lorsqu’il apprend que Séraphin n’a pas eu sa chance et qu’il est déclaré mort, Antoine – qui le croit en vie, comme lui, sous les rochers – décide de remonter vers l’éboulement afin de le retrouver. Lorsque Thérèse apprend son départ, elle part à sa recherche afin de le raisonner et de le ramener vers le village et vers la vie. Elle y parvient finalement à la fin de l'œuvre, non sans peine.

### Thèmes et style de l'ouvrage
Pour le metteur en scène Matthieu Berthollet, Derborence aborde deux thèmes humains fondamentaux : l'amour et la mort.

### Réception et postérité
Aujourd'hui, le roman est considéré par la critique comme l'un des ouvrages majeurs écrit par Ramuz.

## Éditions en français
- Derborence, Réédition en 2006 aux Éditions Plaisir de Lire, Lausanne.

## Adaptations
Au début des années 1980, le cinéaste franco-suisse Francis Reusser se lance dans l'adaptation cinématographique du roman de C. F. Ramuz. Réalisé en cinémascope, le film sort en 1985. Il bénéficie d'une bonne réception critique et obtient le César du meilleur film francophone en 1986. L’œuvre cinématographique permettra de favoriser la relecture de l’œuvre ramuzienne et de la détacher de son image réactionnaire et régionaliste.
À l'occasion des commémorations pour les 300 ans du drame en 2014, Matthieu Roulet réalise une adaptation théâtrale du roman de Ramuz.